# 戈登·布赖森
戈登·布赖森（英語：Gordon Bridson，1909年12月2日—1972年12月6日），新西兰男子游泳运动员，主攻中长距离自由泳。他曾代表新西兰参加1930年大英帝国运动会游泳比赛，获得二枚银牌。